# Abdülaziz
Abdülaziz ou Abdulaziz (en turc ottoman : عبد العزيز, ʿAbdü'l-ʿAzîz ; en turc : Abdülaziz) né le 8 février 1830 à Constantinople et exécuté sommairement le 4 juin 1876 dans la même ville, est le 32e sultan de l'Empire ottoman et calife de l’islam du 25 juin 1861 au 30 mai 1876, date à laquelle il est contraint de quitter le trône à la suite d'un coup d'État fomenté par ses propres ministres après l'instauration de réformes qui les mécontentent. Il meurt assassiné quatre jours plus tard.

## Jeunesse
Abdülaziz naît dans la nuit du 7 au 8 février 1830. Il est le fils du sultan Mahmoud II et de Pertevniyal Sultan. Il a neuf ans quand son père décède, si bien que c'est son frère le sultan Abdülmecid Ier qui prend soin de son éducation. Il apprend l'arabe et la littérature avec Akşehirli Hasan Fehmi Efendi. Il apprend aussi le français. Passionné de musique, il prend des cours avec le musicien Yusûf Pacha et compose lui-même. Il apprécie la poésie, est aussi un peintre talentueux, et concevait les structures de bateaux pour la marine,. Amateur de sport, il allait dans son pavillon de Kurbağalıdere pour chasser, nager, pratiquer la lutte et le lancer de javelot. Contrairement à son frère, il n'aimait ni l'alcool ni la débauche ; il menait une vie simple, et a gagné la confiance du peuple par sa sincérité alors qu'il était prince héritier. Tandis qu'Abdülmecid avait un penchant jugé excessif pour le modèle européen, allant jusqu'à être accusé d'imitation, et dont la débauche est même critiquée par les partisans de l'innovation ; Abdülaziz est méfiant vis-à-vis des coutumes européennes et est considéré comme le seul pouvant éviter une occidentalisation de l'Empire, et ainsi le sauver de la décadence.

## Règne
Abdülaziz devient sultan le 25 juin 1861 à la mort son frère Abdülmecid et continue, au début de son règne, la politique de réformes libérales dite du « Tanzimat » avec le soutien de la France, conseillé par ses ministres Mehmed Fuad Pacha (grand vizir de novembre 1861 à janvier 1863 et de juin 1863 à juin 1866) et Mehmed Emin Ali Pacha (grand vizir de février 1867 à septembre 1871). Les étrangers obtiennent le droit de posséder des propriétés foncières en 1867 ; les dépenses de la Cour sont réduites. L'administration provinciale est réformée, avec la création des vilayets par la loi du 21 janvier 1867. En 1868, un Conseil d'État (Şuray-ı Devlet) est créé sur le modèle français. Le 1er septembre de la même année, il fait renaître le lycée de Galatasaray, sous le nom de Mekteb-i Sultani (« Lycée impérial ottoman ») ; l'établissement disposait d'un enseignement équivalent à celui des lycées français.
En 1863, le sultan reçoit à Constantinople le grand philanthrope anglais Moïse Montefiore qui lui demande que soient confirmés les décrets de protection (hatti-Cherif) de son prédécesseur en faveur des Juifs persécutés dans l'Empire.

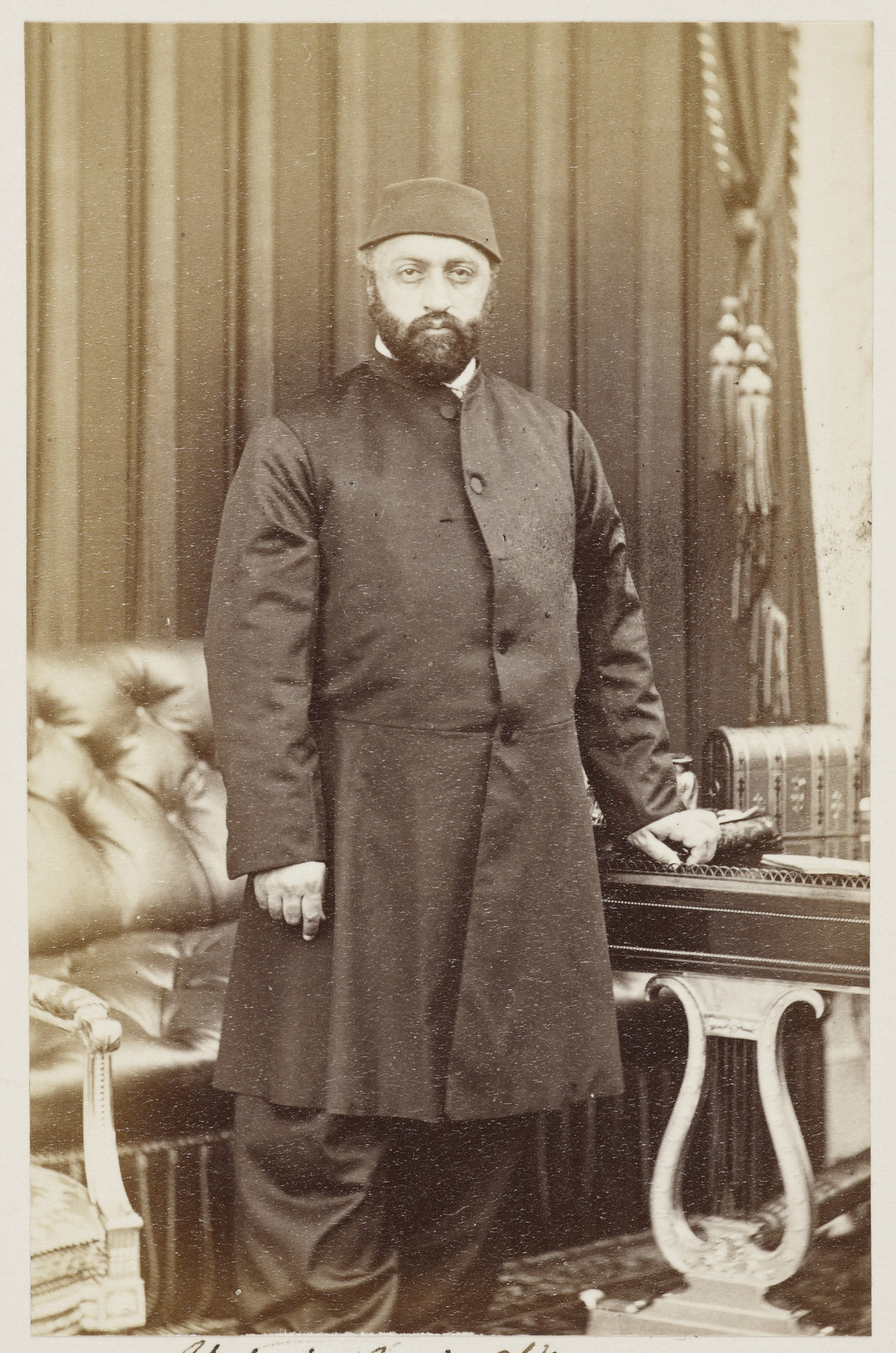
Le sultan Abdülaziz lors de sa visite en Angleterre en 1867.

Pour établir des relations diplomatiques cordiales avec les autres pays, il est le premier sultan ottoman à voyager à l'étranger. Son premier voyage est pour l'Égypte, en 1863. Puis, il visite les grandes capitales européennes en 1867, accueilli notamment à Paris, Londres, Coblence et Vienne, ayant rencontré l'empereur français Napoléon III, la reine britannique Victoria, le roi belge Léopold II et l'empereur austro-hongrois François-Joseph Ier, dans une tournée qui dure en tout quarante-six jours,.
Pour réduire la dette publique, il fait supprimer sa liste civile et vendre les joyaux de la couronne. Mais ces mesures spectaculaires se révèlent vite illusoires. L’absence d’ordre dans les finances, le chaos administratif, l’insubordination de nombreux fonctionnaires font plus que jamais de l'Empire ottoman « l’homme malade de l’Europe », alors que grandissent les menaces extérieures.
À partir de 1871, son règne prend un tournant autoritaire après la mort de ses ministres Ali Pacha et Fuad Pacha, tandis que son modèle européen, la France, est défaite par la Prusse. Sans ministre puissant pour contrebalancer son pouvoir, il devient le seul dirigeant effectif de l'Empire, dont il accentue notamment le caractère islamique. Sur le plan international, il se rapproche de la Russie.
Durant son règne, l'Empire ottoman se délite. Le Monténégro se soulève dès 1862 mais doit se soumettre. L'Empire ottoman doit reconnaître l'unité roumaine en 1866. Puis, les Serbes se révoltent et les Ottomans sont contraints d'évacuer certaines forteresses, dont Belgrade, en 1867. Après l’insurrection de la Crète (1866-1869), qui demande à être réunie à la Grèce et à laquelle l'Empire ottoman ne peut mettre fin que grâce à l’intervention des puissances occidentales, la Bosnie et l’Herzégovine se soulèvent (août 1875), puis la Bulgarie en avril 1876, cette dernière insurrection étant réprimée dans le sang. L'Égypte, elle, s'est de facto séparée de la Turquie, avec à sa tête une monarchie héréditaire connue sous le nom de khédivat.

## Fin de règne et mort
Entre-temps, le gouvernement turc fait banqueroute et cesse de payer à ses créanciers les intérêts des emprunts contractés en Europe. La véritable mise sous tutelle d’Abdul Aziz par l’ambassadeur russe Ignatiev achève d’exaspérer l’opinion publique.
Le réformateur Midhat Pacha estime qu'il fallait établir une monarchie constitutionnelle sur le modèle du Royaume-Uni, mais qu'il est impossible de réduire les pouvoirs du sultan au profit du Parlement tant qu'Abdülaziz reste sur le trône. Ainsi, un comité informel composé de Hüseyin Avni, Mithat, Rouchdi, Redif, Süleyman, Kayserili Ahmed et du Şeyhülislam Hayrullah Efendi est constitué pour déposer le sultan, clamant qu'il est fou, irréligieux, prodigue et ignorant des affaires politiques. Ils prétendent aux soldats que leur but est de protéger le sultan d'un hypothétique enlèvement par les Russes. Ainsi, le 29 mai 1876, le palais est assiégé par les troupes ; le prince Mourad prête allégeance au comité. Le sultan, qui a déjà dû renvoyer son grand vizir Mahmoud Nedim Pacha pour calmer l'opinion publique, doit abdiquer en faveur de son neveu Mourad le 30 mai.
Abdülaziz est renvoyé du palais de Dolmabahçe où il vivait vers celui de Topkapı ; on lui attribue une chambre qui se trouve être celle où son oncle Sélim III a été assassiné : il comprend qu'on lui réserve le même sort. Le 1er juin, il écrit une lettre au sultan Murad pour être transféré aux palais Feriye. Mais le 4 juin, il est retrouvé dans sa chambre les veines tranchées par le sérasker Hüseyin Avni Pacha. Son corps est transporté au commissariat du quartier et des médecins sont convoqués pour l'examiner, cependant ils sont empêchés dans leur tâche par le sérasker ; le rapport des médecins est donc assez vague sur les causes de sa mort. Son corps est transporté à Topkapı, pour être finalement enterré dans le turbe de Mahmoud II. Sa mort est annoncée comme un suicide par le journal Cerîde-i Havâdis du 6 juin 1878. Toutefois beaucoup considèrent qu'il a été assassiné.

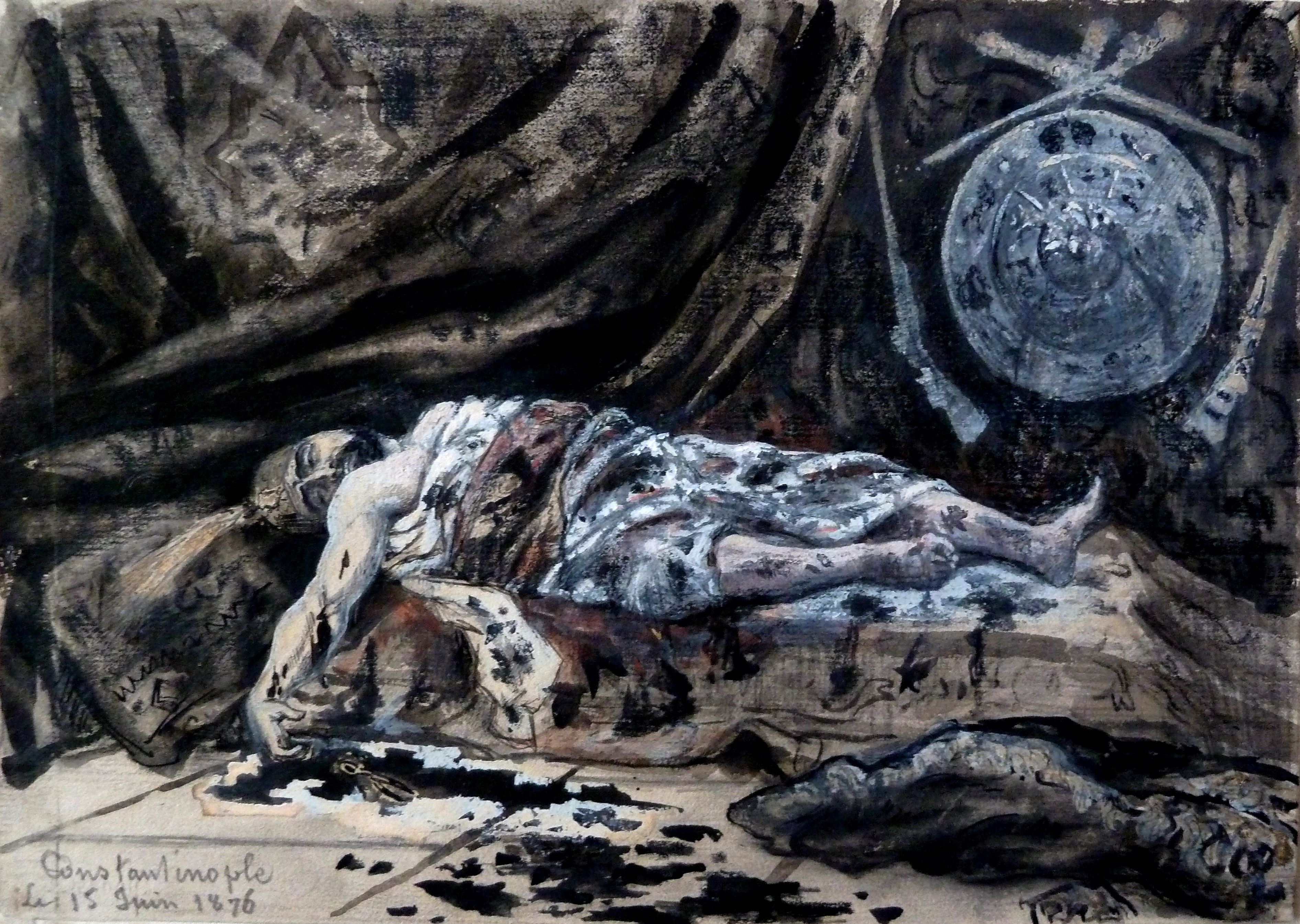
Victor Masson, Mort d'Abdülaziz, 1876 (collection particulière).
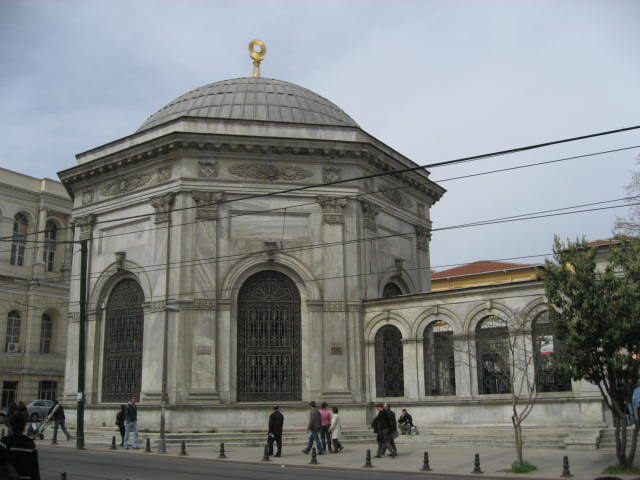
Le turbe de Mahmoud II où est enterré Abdülaziz.
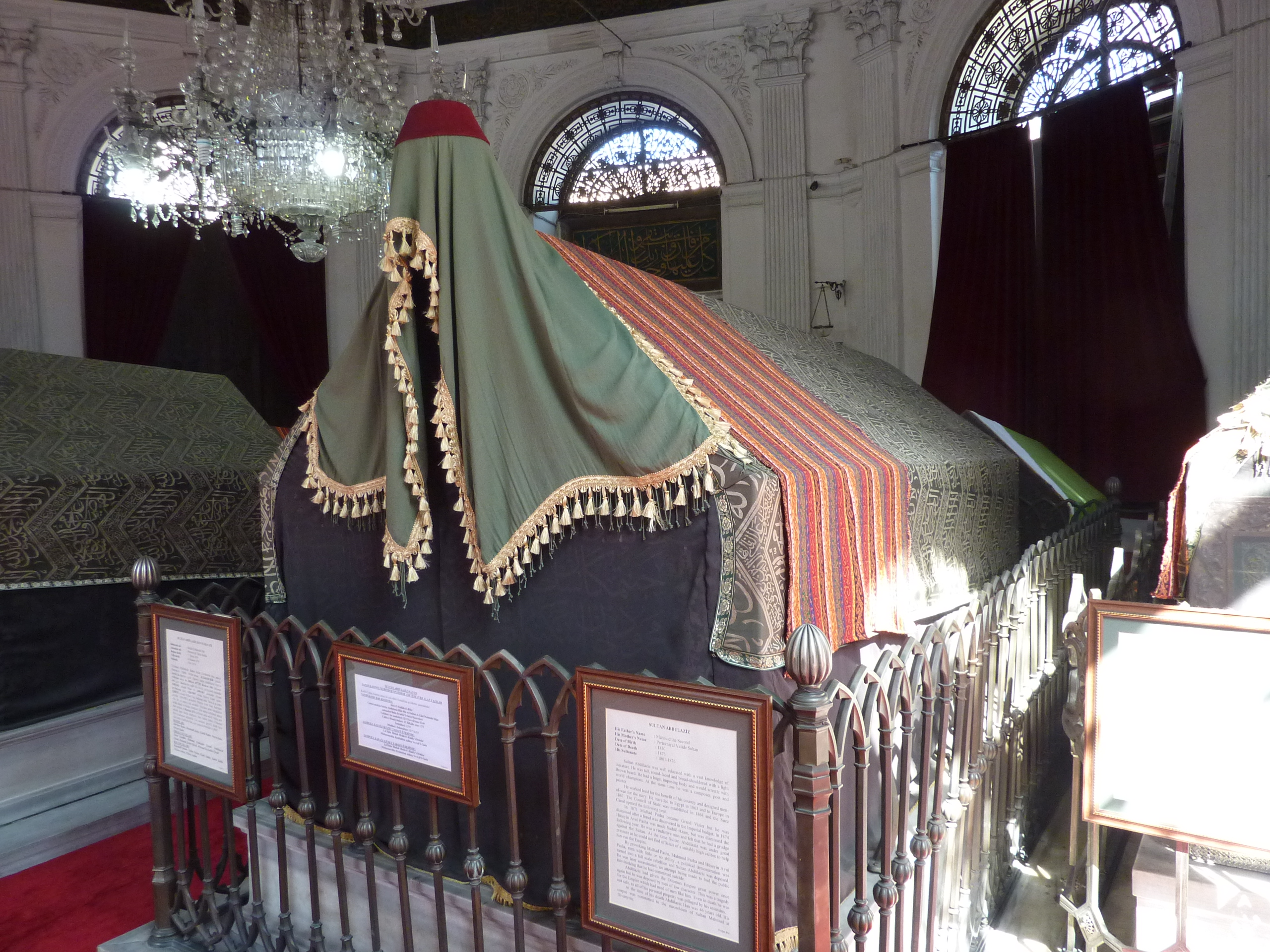
Le sarcophage où repose Abdülaziz.
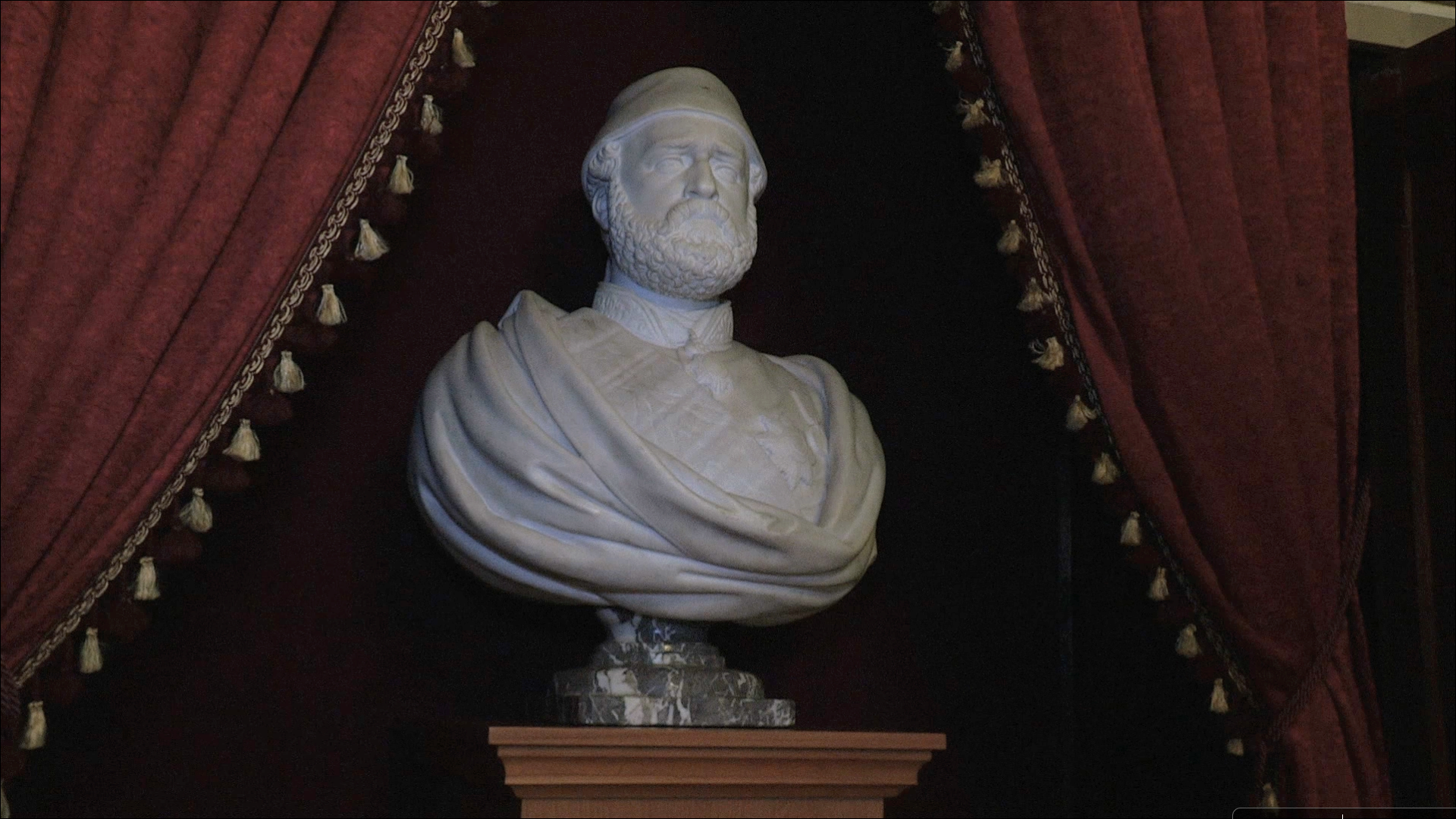
Buste d'Abdülaziz dans le lycée de Galatasaray.